# Zebre Rugby
Zebre Rugby – utworzony w 2012 roku profesjonalny włoski klub rugby union z siedzibą w Parmie zarządzany przez Federazione Italiana Rugby. Drużyna występuje w Pro14 oraz w pucharach europejskich.

## Stadion
Drużyna rozgrywa domowe mecze na stadionie Stadio XXV Aprile w Parmie, który przeszedł modernizację, by spełniać wymagania ligi.
W kwietniu 2013 roku mecz z Leinster Zebre rozegrali na Stadio Città del Tricolore w Reggio nell’Emilia.

## Stroje
Puma przygotowała na potrzeby klubu trzy zestawy strojów. W spotkaniach Pro12 zawodnicy występują u siebie w białych koszulkach z czarnymi wstawkami i czarnych spodenkach, a na wyjeździe w niebieskich koszulkach oraz białych spodenkach. Strój na rozgrywki Pucharu Heinekena natomiast składa się z białych spodenek i koszulki w paski zebry, zaś w przypadku konfliktu kolorów z drużyną przeciwną może być użyty któryś z wcześniejszych dwóch zestawów.

## Historia
Klub powstał w roku 1973 jako zaproszeniowa drużyna, w swej idei podobna do Barbarian F.C.
Po odebraniu licencji zespołowi Aironi Rugby w kwietniu 2012 roku FIR stworzyła nową drużynę w celu zastąpienia jej w rozgrywkach Celtic League i Pucharze Heinekena. Ogłoszenie jej siedziby oraz sztabu szkoleniowego nastąpiło 7 czerwca 2012 roku.

### Sezon 2012/2013
Na początku lipca 2012 roku ujawniono skład drużyny, w której blisko połowa zawodników pochodziła z rozwiązanego klubu Aironi, następnie dokontraktowano jeszcze kilku zawodników. Na szkoleniowca zespołu został wyznaczony Francuz Christian Gajan, którego asystentami zostali Vincenzo Troiani i Alessandro Troncon jako odpowiedzialni za formację młyna i ataku. Kapitanem zespołu został natomiast Marco Bortolami. Władze klubu za plan minimum uznały powtórzenia osiągnięcia zespołu Aironi z poprzedniego sezonu, czyli cztery zwycięstwa w lidze.
| Poz. |                   | Zawodnik                  |
| ---- | ----------------- | ------------------------- |
| F    | Włochy            | Matias Aguero             |
| F    | Włochy            | Andrea De Marchi          |
| F    | Włochy            | Carlo Fazzari             |
| F    | Argentyna         | Luciano Leibson           |
| F    | Włochy            | Salvatore Perugini        |
| F    | Włochy            | Luca Redolfini            |
| F    |                   | David Ryan                |
| F    | Włochy            | Flavio Tripodi            |
| M    | Włochy            | Carlo Festuccia           |
| M    | Włochy            | Davide Giazzon            |
| M    | Włochy            | Andrea Manici             |
| Wsp  | Włochy            | Marco Bortolami (kapitan) |
| Wsp  | Włochy            | Filippo Cazzola           |
| Wsp  | Włochy            | Quintin Geldenhuys        |
| Wsp  | Włochy            | Michael Van Vuren         |
| R    | Włochy            | Nicola Belardo            |
| R    | Włochy            | Mauro Bergamasco          |
| R    | Włochy            | Nicola Cattina            |
| R    | Włochy            | Filippo Cristiano         |
| R    | Włochy            | Filippo Ferrarini         |
| WM   | Włochy            | Emiliano Caffini          |
| WM   | Południowa Afryka | Andries Van Schalkwyk     |
| WM   | Włochy            | Josh Sole                 |

| Poz. |           | Zawodnik                |
| ---- | --------- | ----------------------- |
| ŁM   | Włochy    | Alberto Chillon         |
| ŁM   | Włochy    | Luca Martinelli         |
| ŁM   | Włochy    | Tito Tebaldi            |
| ŁA   | Włochy    | Luciano Orquera         |
| ŁA   | Australia | Daniel Halangahu        |
| Ś    | Włochy    | Alberto Chiesa          |
| Ś    | Włochy    | Gonzalo Garcia          |
| Ś    | Włochy    | Alberto Benettin        |
| Ś    | Włochy    | Matteo Pratichetti      |
| Ś    | Włochy    | Roberto Quartaroli      |
| S    | Włochy    | Samuele Pace            |
| S    | Włochy    | Leonardo Sarto          |
| S    | Samoa     | Sinoti Sinoti           |
| S    | Włochy    | Giovanbattista Venditti |
| O    | Włochy    | Paolo Buso              |
| O    | Włochy    | David Odiete            |
| O    | Włochy    | Ruggero Trevisan        |

W trakcie przedsezonowych przygotowań zespół rozegrał trzy spotkania we Francji. Na Stade Aimé Giral w Perpignan 2 sierpnia uległ miejscowemu klubowi USA Perpignan, a następnie zwyciężył w dwóch pojedynkach w ramach dziewiętnastej edycji towarzyskiego Challenge Vaquerin: 5 sierpnia w Camarès z Stade aurillacois, a pięć dni później w Saint-Affrique z Northampton Saints.
Zespół w inauguracyjnym ligowym sezonie przegrał wszystkie dwadzieścia dwa spotkania, plasując się wyraźnie na ostatniej pozycji z dorobkiem dziesięciu punktów, dziewięć z nich było przyznane za przegraną maksymalnie siedmioma punktami, jeden zaś za zdobycie czterech przyłożeń w meczu z liderem tabeli, Ulster Rugby. Podobna sytuacja miała miejsce w Pucharze Heinekena – jedyny punkt zawodnicy Zebre zdobyli przegrywając 20–25 z Connacht Rugby i rozgrywki zakończyli na ostatnim miejscu w grupie, która obejmowała także drużyny Harlequins i Biarritz Olympique. Po zakończonym sezonie klub przedstawił szczegółowe statystyki.
Trener Gajan, który już w marcu ogłosił, iż po zakończeniu sezonu rozstanie się z zespołem, w maju został zawieszony na pół roku za obrazę arbitrów.

### Sezon 2013/2014
Szkoleniowcem zespołu został Andrea Cavinato, który mianował Umberto Casellato odpowiedzialnym za formację ataku, formacją młyna nadal zajmował się Vincenzo Troiani.
| Poz. |                   | Zawodnik                  |
| ---- | ----------------- | ------------------------- |
| F    | Włochy            | Matias Aguero             |
| F    | Włochy            | Andrea De Marchi          |
| F    | Włochy            | Carlo Fazzari             |
| F    | Argentyna         | Luciano Leibson           |
| F    | Włochy            | Salvatore Perugini        |
| F    | Włochy            | Luca Redolfini            |
| F    |                   | David Ryan                |
| F    | Włochy            | Dario Chistolini          |
| M    | Włochy            | Tommaso D’Apice           |
| M    | Włochy            | Davide Giazzon            |
| M    | Włochy            | Andrea Manici             |
| Wsp  | Włochy            | George Biagi              |
| Wsp  | Włochy            | Marco Bortolami (kapitan) |
| Wsp  | Włochy            | Filippo Cazzola           |
| Wsp  | Włochy            | Quintin Geldenhuys        |
| Wsp  | Włochy            | Michael Van Vuren         |
| R    | Włochy            | Mauro Bergamasco          |
| R    | Włochy            | Nicola Cattina            |
| R    | Włochy            | Filippo Cristiano         |
| R    | Włochy            | Filippo Ferrarini         |
| WM   | Włochy            | Emiliano Caffini          |
| WM   | Południowa Afryka | Andries Van Schalkwyk     |
| WM   | Fidżi             | Samuela Vunisa            |

| Poz. |               | Zawodnik                |
| ---- | ------------- | ----------------------- |
| ŁM   | Włochy        | Alberto Chillon         |
| ŁM   | Nowa Zelandia | Brendon Leonard         |
| ŁM   | Włochy        | Guglielmo Palazzani     |
| ŁA   | Włochy        | Paolo Buso              |
| ŁA   | Włochy        | Tommaso Iannone         |
| ŁA   | Włochy        | Luciano Orquera         |
| Ś    | Włochy        | Gonzalo Garcia          |
| Ś    | Włochy        | Matteo Pratichetti      |
| Ś    | Włochy        | Roberto Quartaroli      |
| Ś    | Fidżi         | Kameli Ratuvou          |
| S    | Włochy        | Giulio Toniolatti       |
| S    | Włochy        | Leonardo Sarto          |
| S    | Włochy        | Giovanbattista Venditti |
| O    | Nowa Zelandia | Dion Berryman           |
| O    | Włochy        | David Odiete            |
| O    | Włochy        | Ruggero Trevisan        |

Podobnie jak rok wcześniej zespół zaplanował serię przedsezonowych spotkań. Zwyciężył w dwóch pojedynkach w ramach dwudziestej edycji towarzyskiego Challenge Vaquerin: 27 lipca w Millau z Stade aurillacois i 3 sierpnia w Camarès z AS Béziers Hérault. Sześć dni później triumfował w Issoire w meczu z Tarbes Pyrénées, a ostatnim sprawdzianem było również zwycięskie spotkanie z Rugby Calvisano 30 sierpnia.
Pierwsze zwycięstwo w oficjalnych rozgrywkach Zebre odnieśli 9 października 2013 roku pokonując na wyjeździe Cardiff Blues.